# Koenigsegg CCR
De Koenigsegg CCR is een sportwagen van de Zweedse autobouwer Koenigsegg. Hij werd voor het eerst aan het publiek voorgesteld op het Autosalon van Genève in 2004. De CCR was de snelste productiewagen tot de Bugatti Veyron 16.4 in oktober 2005 het record brak.

## Snelheidsrecord
Op 28 februari 2005, 12:08 lokale tijd, werd met de CCR een topsnelheid gehaald van 387,87 km/u op de Nardo Ring in Italië. De CCR brak hiermee het twaalf jaar oude record van de McLaren F1 en werd de snelste productiewagen. De McLaren haalde op hetzelfde circuit in 1993 een topsnelheid van 372 km/u, een Ferrari Enzo haalt er 355 km/u. De Nardo Ring is een volledig rond circuit met een omtrek van 12,5 km waarbij constant gedraaid wordt. De McLaren haalde in een rechte lijn een topsnelheid van 386,7 km/u, wat Koenigsegg doet beweren dat de CCR een topsnelheid heeft van meer dan 395 km/u.
In mei 2005 werd het snelheidsrecord al verbroken door een prototype van de Bugatti Veyron 16.4 toen die 400 km/u haalde en in oktober 2005 werd met de productieversie van de Veyron een snelheid gehaald van 407,08 km/u op het Ehra Lessien-testcircuit van Volkswagen.

## Technische gegevens
De CCR is een tweezitter met verwijderbare dakpanelen (Targa). De motor van deze recordwagen is een 4700 cc 90° V8 met vier kleppen per cilinder, uitgerust met twee superchargers van het eveneens Zweedse Lysholm. Goed voor een maximaal vermogen van 817 pk en een maximaal koppel van 920 Nm. Het frame en carrosserie van de wagen zijn gemaakt uit carbonfiber, kevlar en aluminium.